# Karate Andi
Karate Andi (* in Niedersachsen; bürgerlich Jan Salzmann) ist ein deutscher Rapper aus Göttingen.

## Werdegang
Karate Andi kommt aus der niedersächsischen Kleinstadt Hardegsen, begann aber seine Rapkarriere in Göttingen als Monty Burns, die er später für kurze Zeit ad acta legte. Anschließend zog er über Leipzig nach Berlin-Neukölln. Nachdem er mehrere Jahre nicht mehr öffentlich aufgetreten war, nahm er ab 2012 unter dem Pseudonym Karate Andi regelmäßig bei der Hip-Hop-Veranstaltung Rap am Mittwoch teil. Sein Pseudonym hat nichts mit dem ehemaligen Zuhälter Andreas Marquardt zu tun, der auch „Karate Andy“ genannt wird.
2014 erschien sein Debütalbum Pilsator Platin, benannt nach der Biersorte Pilsator. Das Album wurde von 7inch produziert. und erreichte Platz 24 der deutschen Albencharts.
Auf dem Album Freie Schwarzmarkt Wirtschaft von Plusmacher aus dem Jahr 2014 wirkte er bei dem Stück Bockwurst mit, auf dem Nachfolgealbum Die Ernte aus dem Jahr 2016 bei dem Stück Mit Senf, sowie auf dem 2018 erschienenen Album Hustlebach bei dem Stück Im Brötchen.
Am 16. Juli 2014 gab Selfmade Records offiziell bekannt, Karate Andi unter Vertrag genommen zu haben.
Am 13. Mai 2016 erschien sein zweites Soloalbum Turbo.
Am 29. November 2019 erschien sein drittes Soloalbum ASAP KOTTI.
Am 6. Mai 2022 erschien sein viertes Soloalbum Handelsgold Tape.
Am 13. Oktober 2023 erschien sein fünftes Soloalbum Hinterhof Palazzo Tape.
Am 11. Juli 2025 erschien sein erstes Kollaborationsalbum Spass beiseite zusammen mit Sportler99.

## Musikstil
Karate Andi macht harten Battlerap im Stile der alten M.O.R. oder Westberlin Maskulin sowie neueren Einflüssen wie Trailerpark. Die Texte sind vorwiegend provokant und asozial gehalten. Sie sind sehr auf Punchlines fixiert und enthalten Anspielungen auf den Unterschichtlebensstil und die Kneipenkultur, vermischt mit den vier Elementen des Hip-Hop (Breakdancing, DJing, Rap und Graffiti). Alle seine Alben wurden jeweils von einem anderen Musikproduzenten, bzw. Musikproduzententeam, produziert. Dadurch wird jedes Mal ein anderer aber einheitlicher Albumsound gewährleistet. Bei Pilsator Platin war dies 7inch, bei Turbo Die Achse, bestehend aus Bazzazian und Farhot, bei ASAP KOTTI Alexis Troy, bei Handelsgold Tape Voddi 257, bei Hinterhof Palazzo Tape Voddi 257 zusammen mit Lan 070 und bei Spass beiseite Lan 070 alleine.

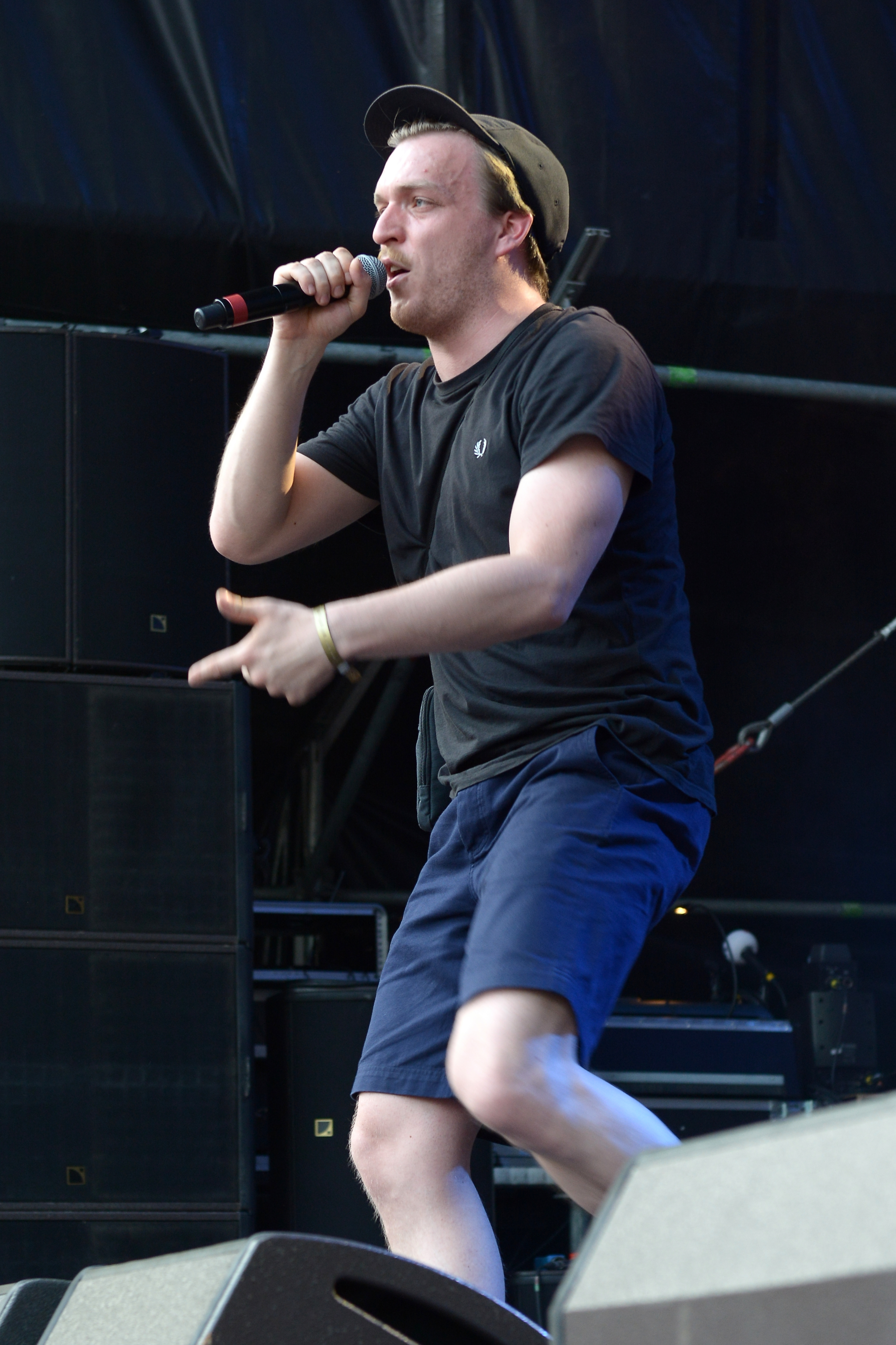
Karate Andi bei Bochum Total 2015
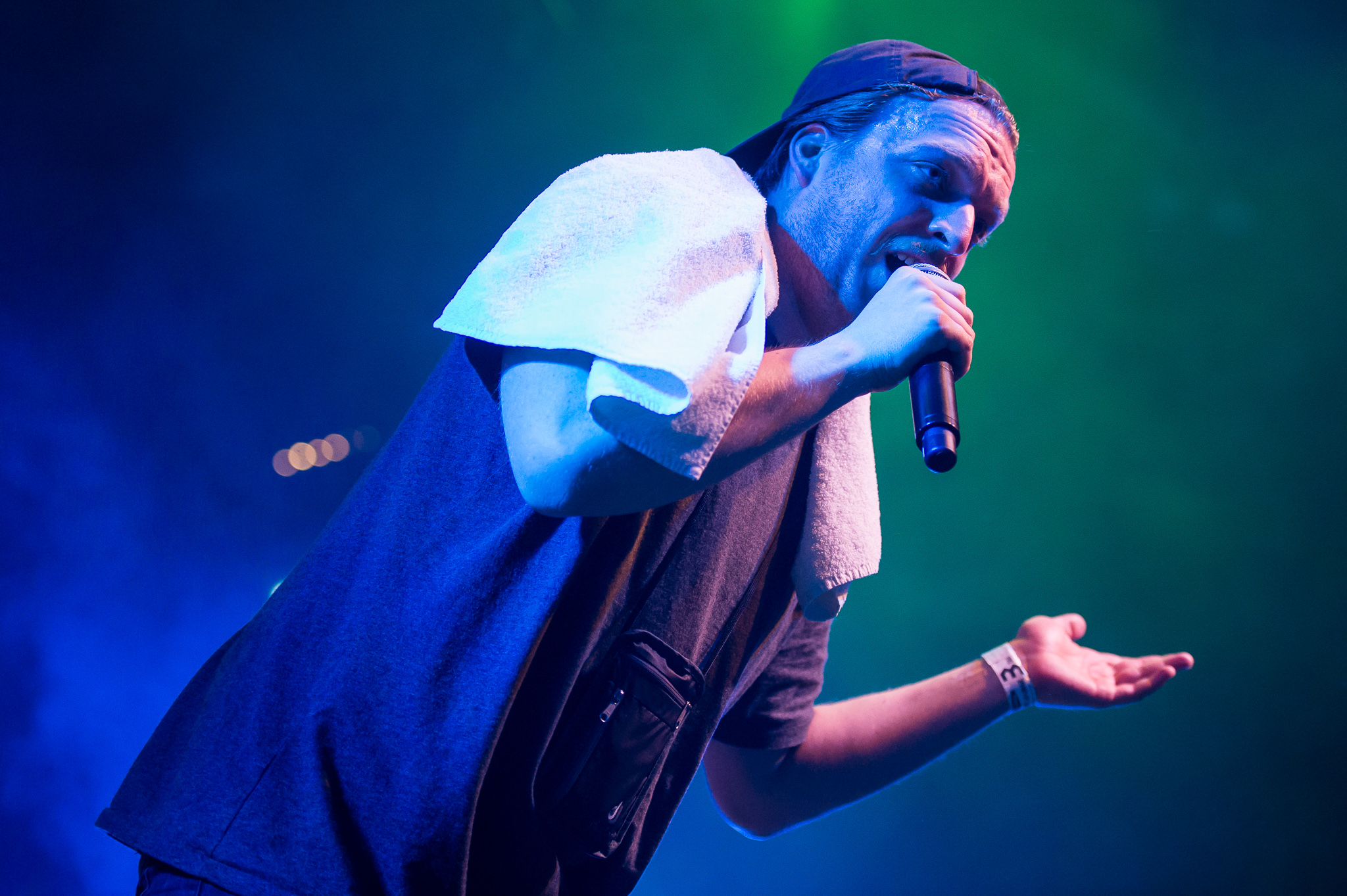
Karate Andi beim Rock im Park 2016

## Diskografie
Alben
- 2014: Pilsator Platin (macheete / distri)
- 2016: Turbo (Selfmade Records / Universal Music Group)
- 2019: ASAP KOTTI (Selfmade Records / Sony Music Entertainment)
- 2022: Handelsgold Tape (Selfmade Records / Sony Music Entertainment)
- 2023: Hinterhof Palazzo Tape (Selfmade Records / Sony Music Entertainment)
- 2025: Spass beiseite (mit Sportler99) (ohne Label / distri)

Mixtapes:
- 2009: In dein Gesicht (als Monty Burns mit Prisma)
- 2016: Taxi Tape (exklusiv in der Limited Deluxe-Box von Turbo)

Sonstige
- 2010: Servus, Grüezi und Hallo (Freetrack als Monty Burns)
- 2015: Chronik III (Single mit Kollegah & SSIO)
- 2016: Das Karate Andi (auf Juice CD #133)
- 2020: Spitzenprodukt (Freetrack zum Auftakt der Wellness Tour)
- 2024: Gift im System (Teil der Neuauflage von Pilsator Platin zum zehnjährigen Jubiläum)

## Auszeichnungen
Hiphop.de Awards
- 2014: „Bester Newcomer national“[6]